# Джура Хорватович
Джура Хорватович (на сръбски: Ђура Хорватовић или Đura Horvatović; Нова Градишка, 17 януари 1835 – Белград, 28 февруари 1895) е сръбски генерал, военен министър, посланик.
Първоначално служи в австрийската армия, където се придобива военно звание лейтенант. Постъпва в сръбската армия през 1862 година. Повишен е в звание полковник. Поема командването на 4-ти корпус, който участва в битката при Шуматовац (през Сръбско-турската война от 1876 година), като атакува десния фланг на османската армия и допринася за сръбската победа.
Във Втората сръбско-турска война (1877 – 1878) Хорватович командва Тимошкия корпус, с който на 12 (24 по нов стил) декември 1877 година превзема Бела паланка и Пирот 4 дни по-късно заедно с Шумадийския корпус.
В периода 1881 – 1885 г. е посланик в Санкт Петербург, а през 1886 – 1887 г. е командващ армията и военен министър.